# Dagospia
Dagospia è una pubblicazione web di rassegna stampa e retroscena su politica, economia, società e costume curata da Roberto D'Agostino, attiva dal 22 maggio 2000.

## Caratteristiche
Dagospia si definisce "Risorsa informativa online a contenuto generalista che si occupa di retroscena. È espressione di Roberto D'Agostino". Sebbene da alcuni sia considerato un sito di gossip, nelle parole di D'Agostino «è un bollettino d'informazione, punto e basta».
Lo stile di comunicazione è volutamente chiassoso e scandalistico.
L'impostazione grafica della testata ricorda molto quella del news aggregator americano Drudge Report, col quale condivide anche la vocazione all'informazione indipendente fatta di scoop e indiscrezioni.
Questi due elementi hanno contribuito a renderlo un sito molto popolare, specialmente nell'ambito dell'informazione italiana.
Il sito aveva in media 12 000 visite quotidiane nel 2000 e 600 000 pagine consultate in un giorno nel 2010.
Gli utenti unici nel mese erano 2,6 milioni nel 2014 (metodo di calcolo non specificato) e 0,5 milioni secondo audiweb nel 2020, sufficienti a renderlo uno dei 50 siti di informazione più consultati in Italia.
A partire da febbraio 2011 si finanzia con pubblicità e non è necessario un abbonamento per consultare gli archivi.
Nel sito è presente la rubrica fotografica Cafonal, curata fino al 2012 dal fotoreporter e "paparazzo" romano Umberto Pizzi (insieme al fratello Mario) e in seguito dal fotografo Luciano Di Bacco, dove sono immortalati protagonisti e partecipanti agli eventi mondani nella capitale. Dalle fotografie sono stati tratti i libri Cafonal. Gli italioni nel mirino di Dagospia e UltraCafonal. Il peggio di Dagospia  pubblicati rispettivamente nel 2008 e nel 2010. Nell'estate 2012 Umberto Pizzi ha lasciato Dagospia con un addio polemico.
Per alcuni periodi fonte di informazioni e retroscena fu anche il Presidente emerito della Repubblica Italiana Francesco Cossiga.

## Controversie
Nel giugno 2011 fece scalpore la notizia che Dagospia ricevesse 100 000 euro all'anno per pubblicità all'Eni grazie all'intermediazione del faccendiere Luigi Bisignani, già condannato in via definitiva per la maxi-tangente Enimont e di nuovo sotto inchiesta per il caso P4.
Il quotidiano la Repubblica, riportando le dichiarazioni di Bisignani ai pubblici ministeri sulle soffiate a Dagospia, la definì “il giocattolo” di Bisignani. Dagospia ha querelato la Repubblica per diffamazione.

## Pubblicazioni
- Roberto D'Agostino e Umberto Pizzi, Cafonal. Gli "italioni" nel mirino di "Dagospia", Segrate, Mondadori, 2008, ISBN 978-88-04-58623-4.
- Roberto D'Agostino e Umberto Pizzi, UltraCafonal. Il peggio di "Dagospia", Segrate, Mondadori, 2010, ISBN 978-88-04-60186-9.